# Милан Рогановић
Милан Рогановић (Подгорица, 28. октобар 2005) црногорски је фудбалер који тренутно наступа за Партизан.

## Каријера
Рогановић је за сениорску екипу Зете дебитовао са шеснаест година старости. Кроз такмичарску 2021/22. одиграо је 21 утакмицу у Првој лиги Црне Горе. Током 2023. године прешао је у омладински састав београдског Партизана с којим је најпре потписао трогодишњи уговор. За тај клуб је први први професионални наступ забележио у последњем колу Суперлиге Србије за сезону 2023/24. Тада је на терену заменио Аранђела Стојковића у 74. минуту сусрета. Иако се у млађим узрастима развијао као везни играч, међу првотимцима Партизана усталио се на месту десног бека. Након повреде, а затим и периода који је провео у Телеоптику, прилику да наступа у континуитету добио је од почетка 2025. године.